# Fekete Vonat (együttes)
A Fekete Vonat egy roma hiphopegyüttes.

## Névválasztás
Az formáció neve arról az 1960-as években közismert vonatról kapta a nevét, amely Szabolcs-Szatmár megyéből indult Budapestre, és azon utaztak a hétközben a fővárosban dolgozó munkás romák. Eredetileg Poór Péter táncdalénekes 1967-es slágere a legismertebb, ám többek között Demjén Ferenc is énekelt róla. A becsületes romák szimbóluma lett a rasszizmus elleni küzdelem jegyében, emiatt esett erre a névre az együttes választása.

## Története
1997 decemberében megnyerték a Fila Rap Jam-et, majd lemezszerződést kaptak.  
1998 nyarán Ganxsta Zolee és a Kartel előzenekaraként léptek fel, producerük akkor Dopeman és László Viktor (ex-Sexepil) volt. 
1998. szeptember 30-án megjelent első albumuk Fekete vonat címmel. Miután megromlott a kapcsolatuk Dopemannel, Mogyoró lett a producerük. A Forró a vérem című daluk az európai dalversenyben az első hat hely között végzett. LL Junior kilépése után Báró került a csapatba. 
2001 végétől az együttes alig hallatott magáról.
2004-ben immár Beat nélkül a duó új albummal jelentkezett, a Még várjjal.
A legismertebb daluk A város másik oldalán, ami Grover Washington Jr. és Bill Withers Just The Two of Us c. 1981-es dalának a dallamára és zenei kíséretére épül.
2023. január 7-én, megalakulásuk 25. évfordulója alkalmából összeálltak egy Aréna-koncertre, és egy új dalra is. Mivel a koncert veszteséges volt, a zenekar végleg feloszlott.

## Albumok
- 1998 – Fekete vonat (EMI-Quint)
- 1999 – A város másik oldalán (EMI)
- 2001 – Harlemi éjszakák (EMI)
- 2004 – Még várj (Klub Publishing)

## Külső hivatkozások
- Elég jó, ha elég cigányos? A hazai roma pop 20 évvel az áttörés után HVG, 2018.03.12.